# 陳伯仁
陳伯仁（ちん はくじん、? - 589年頃）は、南朝陳の皇族。廬陵王。文帝陳蒨の八男。字は寿之。

## 経歴
陳蒨と王充華の間の子として生まれた。天嘉6年（565年）8月、廬陵王に封じられた。太建元年（569年）、軽車将軍の位を受け、佐史を置いた。太建7年（575年）、冠軍将軍の位を受けた。太建8年（576年）11月、中領軍となった。太建10年（578年）1月、平北将軍・南徐州刺史に任じられた。太建12年（580年）3月、翊左将軍・中領軍となった。太建14年（582年）1月、安前将軍の位を受けた。
至徳年間、安東将軍・呉興郡太守をつとめた。禎明元年（587年）、侍中・国子祭酒を加えられ、太子中庶子を兼ねた。
禎明3年（589年）、陳が滅亡すると関中に入り、長安で死去した。長男の陳番は、湘浜侯に封じられ、隋の大業年間に資陽県令となった。

## 伝記資料
- 『陳書』巻28 列伝第22
- 『南史』巻65 列伝第55